# Satonius kurosawai
Satonius kurosawai is een keversoort uit de familie Torridincolidae. De wetenschappelijke naam van de soort is voor het eerst geldig gepubliceerd in 1982 door Sato.